# 그뤼예르 (치즈)
그뤼예르(프랑스어: gruyère)는 스위스 그뤼예르 지방이 원산인 치즈다. 치즈 퐁듀와 라클레트에 자주 사용하며, 프랑스 요리는 에멘탈 치즈, 그라탱, 퀴시, 무슈, 양파 수프 등 요리에 주로 사용한다.

## 개요
소 우유를 원료로 가열하여 만든다. 노란색에서 오렌지색 외피에 싸여 있으며, 다소 결정 있는 조밀하게 찬 치즈로, 포장된 치즈 덩어리 크기는 지름 55 cm ~ 65 cm, 높이 9.5 cm ~ 12 cm, 무게는 25 kg ~ 40kg이다. 내부에 구멍이 없다.
프랑스어에서는 전통적으로 경질 치즈를 그뤼예르라고 하는 관습이 있었으나, 2001년에는 스위스, 2007년에는 프랑스에서 AOC(오리지널 지정)의 지정을 받았고, 지금은 그뤼예르의 호칭은 스위스산에만 한정된다. 그리스에서는 그루비에라(그리스어: γραβιέρα)라는 그뤼예르풍 치즈가 생산되고 있다.

## 갤러리

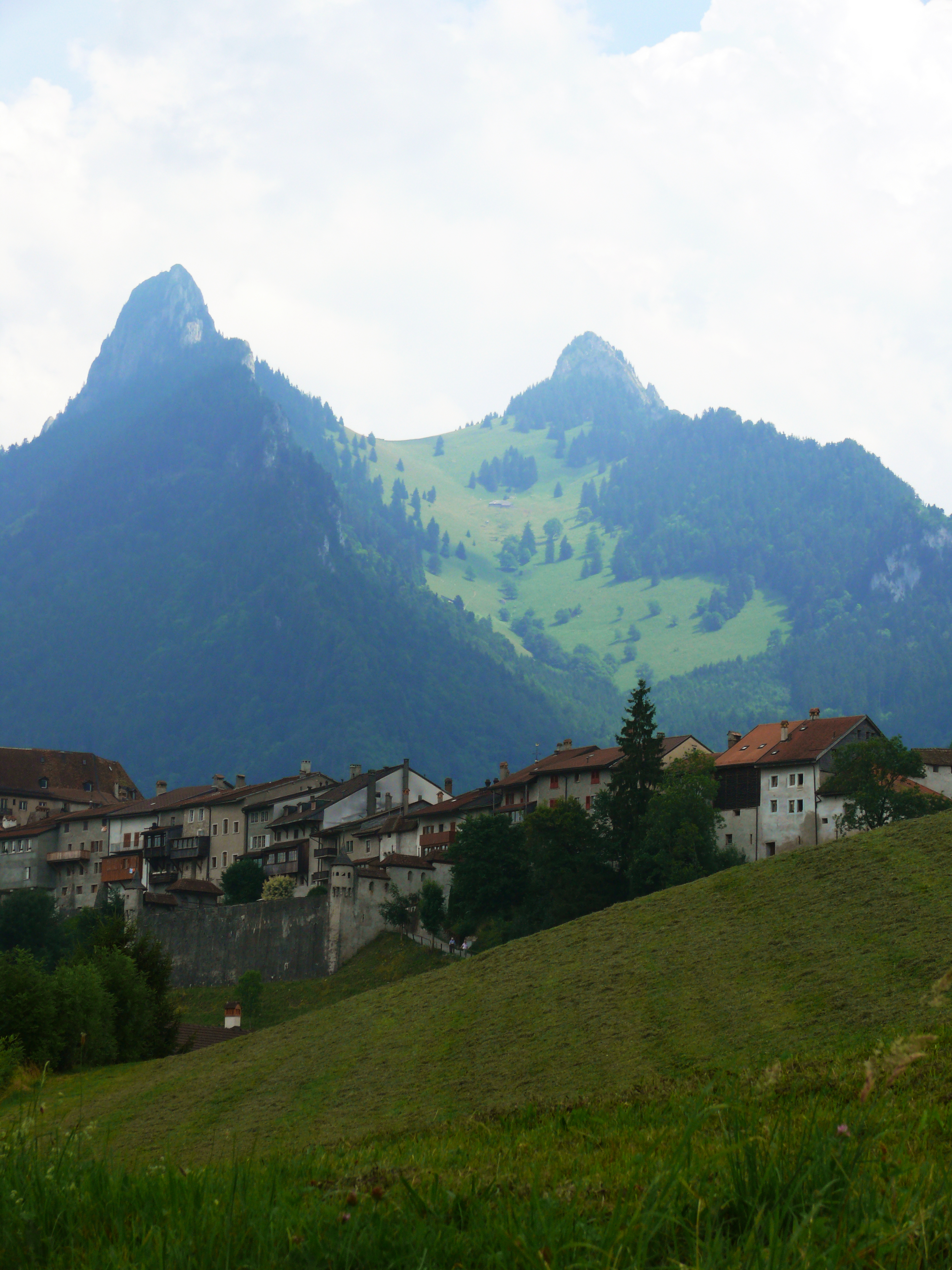
그뤼예르 지방
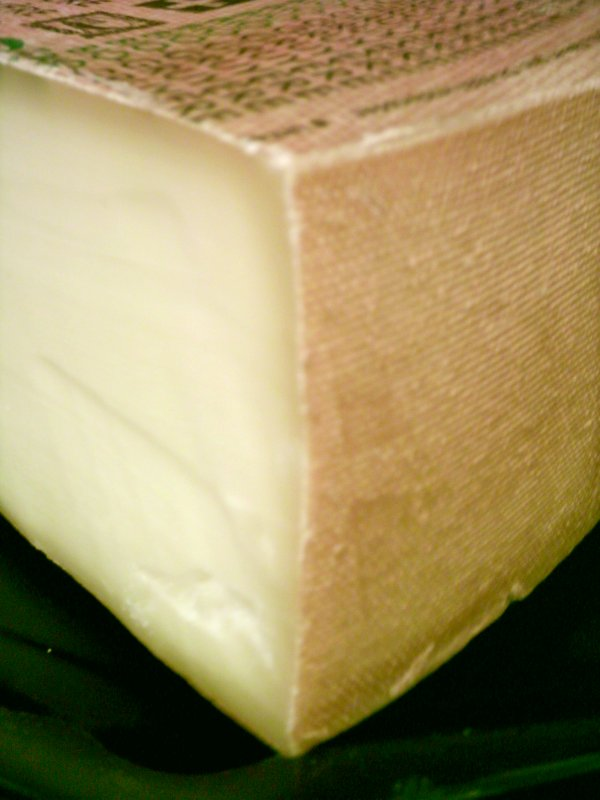
그뤼예르 치즈
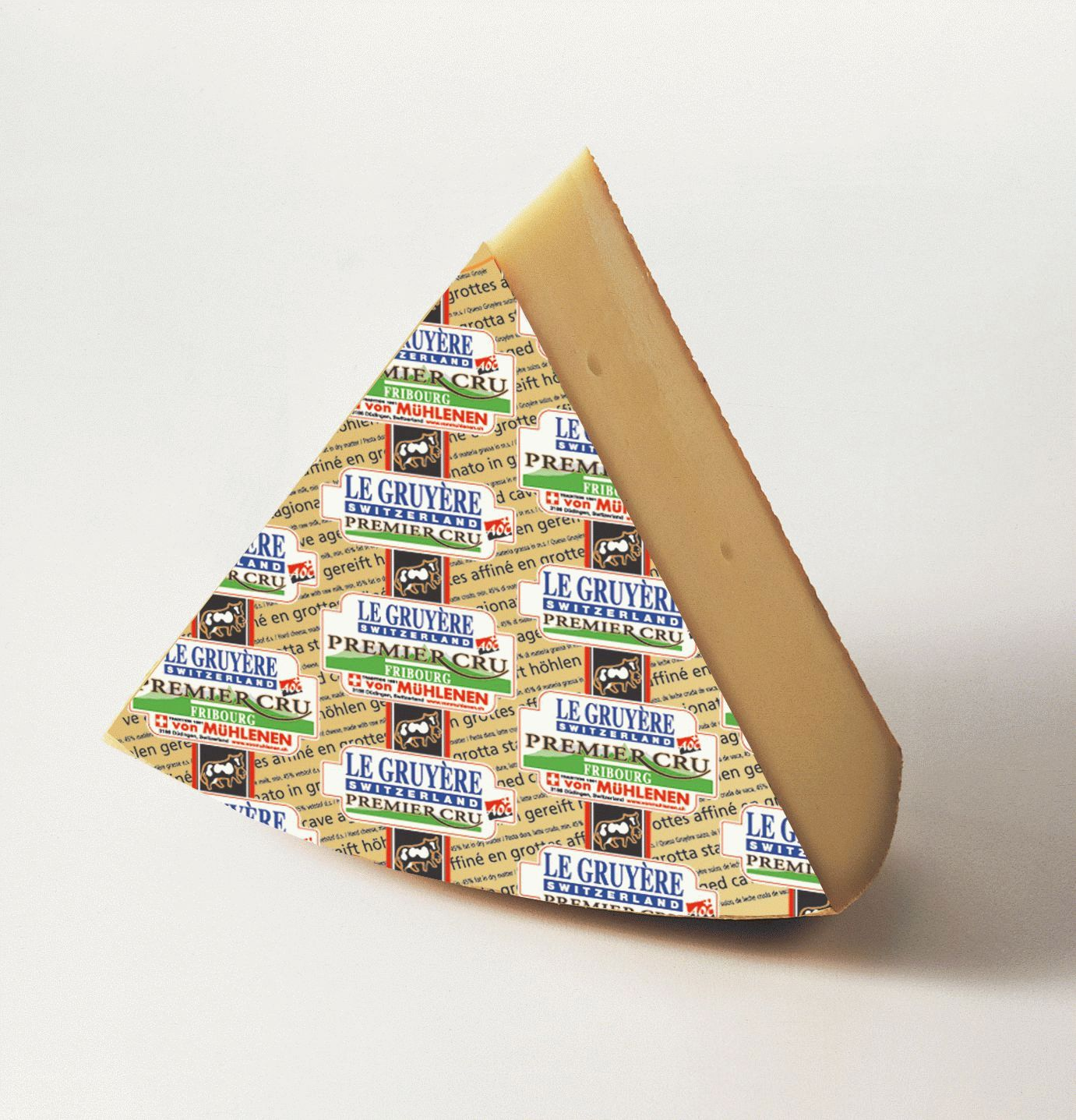
그뤼예르 프리미엄 치즈
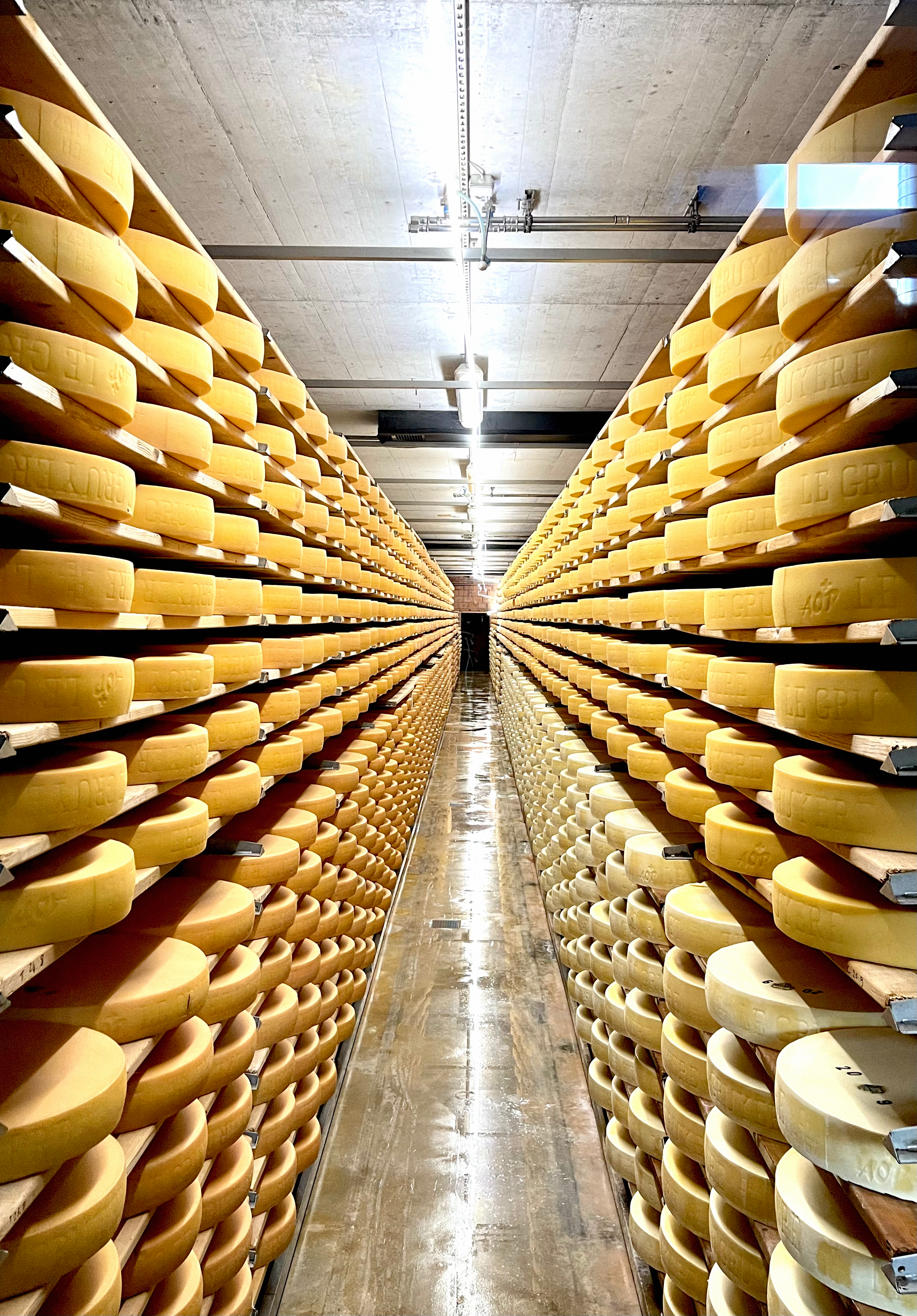